# Municipio de Harlan (Ohio)
El municipio de Harlan (en inglés: Harlan Township) es un municipio ubicado en el condado de Warren en el estado estadounidense de Ohio. En el año 2010 tenía una población de 4698 habitantes y una densidad poblacional de 39,99 personas por km².

## Geografía
El municipio de Harlan se encuentra ubicado en las coordenadas 39°18′19″N 84°4′22″O / 39.30528, -84.07278. Según la Oficina del Censo de los Estados Unidos, el municipio tiene una superficie total de 117.49 km², de la cual 117.48 km² corresponden a tierra firme y (0.01%) 0.02 km² es agua.

## Demografía
Según el censo de 2010, había 4698 personas residiendo en el municipio de Harlan. La densidad de población era de 39,99 hab./km². De los 4698 habitantes, el municipio de Harlan estaba compuesto por el 98% blancos, el 0.32% eran afroamericanos, el 0.04% eran amerindios, el 0.32% eran asiáticos, el 0.13% eran isleños del Pacífico, el 0.3% eran de otras razas y el 0.89% pertenecían a dos o más razas. Del total de la población el 1.43% eran hispanos o latinos de cualquier raza.